# Burajda
Burajda (arabsko بريدة Buraydah) je glavno in največje mesto province Al-Kasim v severni osrednji Saudovi Arabiji v osrčju Arabskega polotoka. Burajda leži enako oddaljeno od Rdečega morja na zahodu in Perzijskega zaliva na vzhodu. Znan je po festivalu datljev, ki je največji na svetu z različnimi vrstami datljev. Imenovali so ga mesto datljev. 8. novembra 2021 je Organizacija Združenih narodov za izobraževanje, znanost in kulturo »UNESCO« uvrstila mesto Buraidah v Unescovo mrežo kreativnih mest, na področju gastronomije. V Genezi njena lokacija »Zato se je vodnjak imenoval Beer Lahai Roi. Glej, je med Kadešem in Beredom.«
Največja dolina Saudove Arabije, 600 km dolga Vadi al-Ruma poteka skozi mesto. Čeprav je ta dolina zdaj večinoma suha, je po mnenju zgodovinarjev nekoč velika reka, ki je pred tisočletji tekla iz Meke v Arabski zaliv. Zaradi tega ima regija še vedno veliko podzemne vode, zaradi česar je ena najbolj zelenih in najbolj rodovitnih regij v Savdski Arabiji z obilnim kmetijskim donosom. Ima tipično puščavsko podnebje z vročimi poletji, blagimi zimami in nizko vlažnostjo.
Burajda je bila pomembna postaja na Zubajda Hadž Route, ki je bila zgrajena v času kalifa Haruna Al Rašida. V mestu so bili romarjem na voljo sprejemni prostori in vodne jame. Ker leži v regiji Nadžd v kraljestvu, je bilo mesto in okoliške province v zgodovini središče kmetijstva in trgovine. V Burajdu je kmetijstvo še vedno temelj gospodarstva. Tradicionalni oazni izdelki iz datljev, limon, pomaranč in drugega sadja so še vedno pomembni. Sodobna uvedba proizvodnje pšenice je postala tako uspešna, da je Burajda eden največjih proizvajalcev v kraljestvu, ki je pomemben pri tem, da država postane neto izvoznica žit.

## Pomembne znamenitosti
- Muzej Burajda: je na cesti kralja Abdulaziza in ima dneve, namenjene družinam, in dneve za mlade, na ogled pa je dediščina območja z vseh različnih vidikov življenja.
- Tržnica in obrt
- Kulturni center in vrt kralja Khalida: v bližini muzeja so glavni vrtovi v Burajdu, ki so odprti za obiskovalce vsak dan.
- Vodni stolp: ena najbolj ikoničnih znamenitosti v mestu. To je 40 m visoka stavba in ima kapaciteto 5000 kubičnih metrov vode. Stolp služi kot pomemben vir vode za prebivalce mesta in je z leti postal simbol napredka in razvoja mesta. Za obiskovalce je odprt poleti (festival).
- Tržnica datljev: je največja tržnica datljev na svetu in je v središču mesta.[2][3]
- Kamelja tržnica; na dveh kvadratnih miljah razprostira največja kamelja tržnica na svetu; je na obrobju mesta in nudi spektakularen prizor s tisoči kamel, ki so naprodaj. Vsako jutro ob 5-6 zjutraj se tu kupi in proda na tisoče kamel, ovce, koze in blago, kot so sedla, povodci in odeje. Vse to so arabske (enogrbe) kamele, ki jih v Saudovi Arabiji tradicionalno cenijo zaradi jahanja in mesa, danes pa bolj zaradi kameljih dirk.

## Prebivalstvo
Mesto je doživelo zelo visoke stopnje rasti prebivalstva. Leta 2010 je Burajda uradno naštela 614.093 prebivalcev v mejah mesta.
Burajda je rojstno mesto znanega islamskega učenjaka Salmāna al-ʿAude, ki je bil v 1980-ih in 1990-ih eden od tako imenovanih šejkov sahve (mašāʾiḫ aṣ-ṣahwa). Shodi v Burajdi proti saudskemu vodstvu septembra 1994, ki so postali znani kot tako imenovana »Buraidska intifada« (intifāḍat Buraida), za katero so bili krivi šejki Sahva, so privedli do aretacije vodilnih članov in vrhunskih aktivistov tega kroga, vključno s Salmānom al-ʿAudo.
Gibanje Sahva (tudi Gibanje prebujanja) ali Al-Sahva Al-Islamija (Islamsko prebujenje) je bilo gibanje v Savdski Arabiji v letih 1960–1980, ki se je zavzemalo za vključitev večjega zanašanja na vahabitska načela v saudsko družbo. Najbolj opazni učinki gibanja so bile precejšnje omejitve pravic žensk, verske svobode in osebnih svoboščin. Temeljne doktrine gibanja so oblikovala fundamentalistična načela kutbizma; kot je teološko obsojanje demokracije in prepričanje, da so sodobne vlade muslimanskega sveta odpadle.
- Odprta tržnica datljev v Burajdu
- Kulturni center kralja Khalida in vodni stolp
- Pravi datljevec